# 연을 쫓는 아이 (영화)
《연을 쫓는 아이》(The Kite Runner)는 마르크 포르스터가 할레드 호세이니의 소설 "연을 쫓는 아이"를 토대로 2007년에 만든 128분 짜리 영화이다. 이 영화는 카불에 사는 주인공 아미르의 이야기로 아미르가 어릴 적에 아버지 하인의 아들이자 친한 친구인 하산을 버린 죄책감으로 괴로워하는 모습을 그렸다. 배경은 소련군이 침공하여 아프가니스탄의 독재 체제가 무너지면서 많은 수의 아프가니스탄 사람들이 파키스탄과 미국으로 피난을 가고 탈레반이 정권을 잡은 혼란스러운 시기이다.
영화의 배경이 아프가니스탄임에도 불구하고 안전 문제 때문에 실제로는 거의 카스 시와 중국에서 제작됐다. 대부분의 대사가 아프가니스탄 공용어 중 하나인 다리어이고 영어도 섞여 있다. 아역배우는 다리어를 모국어로 사용했지만 몇몇 성인 배우는 다리어를 배워야 했다. 영화는 2006년 12월 21일에 완성되었고 2007년 11월 2일에 공개될 예정이었으나 아역 배우의 안전 문제 때문에 6주 후인 2007년 12월 14일에 공개되었다. 2008년 3월 25일에는 영화가 DVD로 출시되었다.
"연을 쫓는 아이"는 최고의 외국어 영화로 2007년에 골든 글로브 상을 받았다.

## 비판
영화에 등장하는 아역 배우는 촬영을 즐겼다고 말하지만 영화가 나온 후 그 가족은 우려를 표했다. 영화의 한 장면에 대해서 어린 하산 역을 맡은 아흐마드 칸 마흐미드제다는 "계속 배우로서 영화를 찍고 싶지만 영화에 나오는 강간 당하는 장면을 보면 속상해요. 제 친구들이 보면 제가 그 장면에서 진짜 강간을 당한 것으로 알 것이고 그래서 밖에 나갈 수가 없어요."라고 말했다. 그 장면은 원래 더 비참하게 표현될 계획이었지만 실제로는 성적인 요소가 잠깐 나타나는 정도의 장면으로 촬영되었다.
어린 아미르 역의 아역 배우 제케리아 에브라하미와 어린 하산 역을 맡은 배우 아흐마드 칸 마흐미드제다는 영화를 찍고 각각 17,500 달러를 받았지만 나중에 출연료가 충분히 지급되지 않았다는 논란이 있었다. 그리고 에브라하미는 미국에서 공부하고 싶다는 의사과 카불에서 큰 돈을 가지고 있으면 납치 당할 위험이 있어 걱정이 된다는 심정을 밝혔다. 이에 따라 파라마운트 픽처스는 아미르, 하산, 소랍, 오마르 역을 맡은 네 명의 아역 배우와를 아랍에미리트에 데려다 놓고 어른이 될 때까지 모든 생활비를 지급하기로 했다.
하지만 4개월 후인 2008년 3월에 에브라하미는 이모와 함께 카불로 돌아갔다. 생활하면서 여러 가지 위협을 받자 에브라하미는 실내에서만 지내면서 이모부에게 홈스쿨링을 받았다. 그 후에 에브라하미는 영화를 찍은 것을 후회하고 있다고 말했다.

## 배역
- 카리드 압달라-아미르
- 제케리아 에브라하미-어린 아미르
- 아흐마드 칸 마흐미드제다-어린 하산
- 호마윤 엘사드-바바
- 아토사 레오니-소라야
- 션 터브-라힘 칸
- Abdul Salaam Yusoufzai-아세프
- Elham Ehsas-어린 아세프
- Ali Danish Bakhtyari-소랍
- Saïd Taghmaoui-파리드
- Qadir Farookh-타헤리
- 할레드 호세이니(카메오)-의사
- Camilo Cuervo-탈리반 군인

## 사소한 사실
감독 마르크 포르스터는 책에서 하산이 언청이라고 나오지만 그렇게 보이도록 화장을 하는 데에는 매일 2시간이 걸리고 스토리에 중대한 영향을 주지 않기 때문에 영화에서는 하산의 그 특징을 뺐다고 말했다.

## 같이 보기
- 할레드 호세이니
- 연을 쫓는 아이